# AnaCredit
AnaCredit steht für Analytical Credit Datasets und ist ein granulares statistisches Kreditmeldewesen, dessen Implementierung die Europäische Zentralbank am 18. Mai 2016 verordnet hat. Es handelt sich um eine neue regulatorische Anforderung an alle europäischen Banken. Diese müssen in einer ersten Stufe ab September 2018 detaillierte Daten zu allen Krediten von einem Volumen über 25.000 €, die an eine nicht-natürliche Person vergeben werden, an die jeweilige nationale Notenbank melden. Die dadurch entstehende Datenbank soll der EZB bei der Wahrnehmung ihrer Aufgaben helfen.

## Geschichte
Das AnaCredit-Projekt wurde 2011 initiiert. Ziel war es, eine Regulatorie zu definieren, die granulare Daten zu einzelnen Krediten abfragt, dies aber in einer Weise tut, dass der Aufwand für die Banken mit dem Nutzen für die EZB abgewogen wird. Das Erheben statistischer Daten gehört zu den Aufgaben der EZB, bisher gab es allerdings auf europäischer Ebene keine einheitlichen Regeln zur Erhebung von Daten von einzelnen Krediten. Einige Staaten der Eurozone hatten bereits vergleichbare Regelungen, jedoch hatten diese nationalen Kreditdatenbanken teils einen sehr unterschiedlichen Umfang.
Wesentliche Stationen des Projektes waren der Beschluss der Europäischen Zentralbank vom 24. Februar 2014 und die Publikation eines Entwurfs für die Regulatorie im Dezember 2015. Der Beschluss von 2014 definierte den Rahmen des Projektes: Es sollen von den nationalen Zentralbanken Kreditregister aufgebaut werden, während die EZB eine gemeinsame Kreditdatenbank aufbaut. Diese Datenbanken sollen identischen Umfang haben. In der Folge mussten insbesondere die genauen Datenanforderungen bestimmt werden. Dies resultierte in den Entwurf von 2015. Dieser sieht 94 Attribute und 7 verschiedene IDs vor, die für jeden betreffenden Kredit anzugeben sind. Obwohl rechtlich nicht dazu verpflichtet, gab die EZB Möglichkeit zu Reaktion und Kommentar zum Entwurf bis Januar 2016.
Am 18. Mai 2016 beschloss der Rat der EZB endgültig die vorgesehene Anforderung. Es wurden nur vereinzelte Änderungen am Entwurf von 2015 vorgenommen. So werden nur noch 89 Attribute und 6 Identifikatoren abgefragt. Wichtigste Änderung ist eine Verschiebung des Zeitplans um 6 Monate. Die erste Meldung von Stamm- und Kreditdaten muss nun verpflichtend zum September 2018 erfolgen.

## Inhalt des Beschlusses
Die Regulierung verpflichtet
- Institute mit Sitz in der Eurozone
- Ausländische Banken mit einem Zweig mit Sitz in der Eurozone[7]

Sie verpflichtet zur Meldung von Daten an die jeweilige nationale Notenbank auf Ebene einzelner Finanzinstrumente, wenn
- die Summe aller Kredite eines Schuldners beim jeweiligen Institut größer oder gleich 25.000 € beträgt[8]
- wenigstens ein Schuldner eine juristische Person ist
- das betreffende Finanzinstrument in irgendeiner Weise ein Kreditrisiko hervorruft (i. d. R. geht es bei AnaCredit um gewöhnliche Kredite)[9]

Der Beschluss versucht doppelte Meldungen zu vermeiden, indem er Regelungen für den Fall bereithält, dass sich sowohl der Stammsitz als auch eine ausländische Zweigstelle innerhalb der Eurozone befinden.
Die Daten lassen sich in folgende Kategorien einteilen:
- Counterparty Reference Data: Identifizierung der Gegenpartei, vorzugsweise über den LEI, Anschrift, Größe, Zahl der Beschäftigten, Bilanzsumme u. a.
- Instrument Data: ID für beide Parteien, das Geschäft und Instrument, Instrumenttyp, Währung, Zahlungsfrequenz u. a.
- Financial Data: Zinssatz, Zahlungsströme, Art der Sicherung u. a.
- Counterparty-instrument Data: Rolle der Gegenpartei für das Geschäft
- Joint Liabilities Data: Höhe der verbundenen Verpflichtungen
- Accounting Data: Relevanter Bilanzierungsstandard und Einstufung des Instruments, Abschreibungen, Rating nach dem jeweiligen Standard
- Protection received Data: Art und Höhe der Absicherung, IDs des Sichernden
- Instrument-protection received Data: bereits zur Verfügung gestellter Absicherungsbetrag
- Counterparty-risk Data: Ausfallwahrscheinlichkeit der Gegenpartei
- Counterparty-default Data: Ausfallstatus der Gegenpartei

Die Meldungen der Daten haben, je nach Kategorie, auf monatlicher oder auf Quartalsbasis zu erfolgen. Der Zeitplan sieht nun, nach einer Verschiebung um 6 Monate, wie folgt aus:
- Ab März 2018 sind die Institute verpflichtet sog. Counterparty Reference Data zu melden
- Ab September 2018 müssen alle Datenfelder bedient werden
- Testmeldungen an die Zentralbanken sind ab Dezember 2017 möglich. Sie sollen sowohl den Meldepflichtigen als auch den Zentralbanken helfen, einen reibungslosen Ablauf zum verpflichtenden Meldebeginn zu ermöglichen
- In einer möglichen zweiten Stufe könnte AnaCredit auf alle Kredite, auch solche von Privatpersonen, ausgeweitet werden. Dafür ist aber derzeit kein zeitlicher Rahmen genannt

AnaCredit lässt den nationalen Zentralbanken an einigen Stellen einen gewissen Gestaltungsspielraum. Das ist deshalb sinnvoll, weil die Voraussetzungen in den Ländern unterschiedlich aussehen. In manchen Ländern existierten bereits Kreditregister, die sogar umfassender waren als es AnaCredit verlangt, in anderen Ländern ist nichts dergleichen vorhanden. Die Veröffentlichung der deutschen Version durch die Bundesbank wird für August 2016 erwartet.

## AnaCredit aus Meldersicht
AnaCredit stellt eine erhebliche Hürde für die meldepflichtigen Banken dar. Der unmittelbare Nutzen liegt jedoch bei den Zentralbanken und Aufsichtsbehörden. Perspektivisch soll AnaCredit zu einer Harmonisierung des Kreditmeldewesens führen. Das könnte die Kreditwirtschaft insofern entlasten, als Daten nur einmal abgefragt werden. Bestehende Meldeverpflichtungen könnten abgebaut werden, allerdings gibt es dazu noch keine konkreten Pläne. Auch werden die Daten vorerst nicht den meldenden Banken oder gar öffentlich zur Verfügung gestellt (sog. Feedback Loop). Ein solcher existiert in Deutschland auf Grundlage des Millionenkreditmeldewesens, einer nationalen Meldepflicht nach dem KWG. Der EZB-Beschluss enthält Regeln zur Einrichtung eines Feedback Loops, stellt es den nationalen Zentralbanken frei, einen solchen einzurichten. Zugang zu einer solch großen Datenbank wäre ein großer Gewinn für das Risikomanagement gerade kleinerer Institute.
Aktuell lassen sich die angestrebten Synergieeffekte im Rahmen von Implementierungsprojekten nutzen. Es bietet sich an, AnaCredit mit anderen aktuellen Großprojekten zu verbinden. Ein Beispiel ist die Einführung des neuen Bilanzierungsstandards IFRS 9, der ohnehin eine Verzahnung mit AnaCredit erfordert.